# Cástulo Aceves
Cástulo Aceves Orozco conocido como Cástulo Aceves (Guadalajara, 1980) es un escritor, narrador e ingeniero mexicano.

## Biografía
Nacido en Guadalajara, Jalisco, obtuvo el título de ingeniero en sistemas computacionales. Desde 1998 ha sido integrante de distintos talleres literarios y ha colaborado en distintas publicaciones y revistas electrónicas.
Parte de su obra en cuentra en diversas antologías, entre las que se destacan: Figuración de Instantes (2003), Historia de las historias (2011), y Río entre las piedras: Guadalajara como espacio narrativo (2015), entre otras.
Obtuvo la mención honorífica en el Primer Concurso de Cuento del Instituto Tecnológico y de Estudios Superiores de Occidente (ITESO) en 2000. Fue ganador del primer lugar en el Concurso Estatal Adalberto Navarro Sánchez 2004, en narrativa.

## Publicaciones seleccionadas

### Antologías
- Aceves, Cástulo; Carrera, Alfredo; Chávez, David; Cortés, Carlos Alberto; Gabriel, Marco Antonio; Llanes, Alberto; López, Óscar Édgar; Plascencia, Hugo; Rivera, Gerardo; Sánchez Hernández, Diana Sofía (2003). Figuración de instantes. Guanajuato: Universidad de Guanajuato (Letras versales. Serie: Torre de papel; 12) / Altexto.
- Chimal, Alberto (2011). Historia de las historias. México, D. F.: Ediciones del Ermitaño (Minimalia Clásica). ISBN 9786077640622.
- Aceves, Cástulo; Barrera, Ave; Blanc, Enrique; Bustos, Carlos; Chanampe, Rodrigo; Eudave, Cecilia; Figueroa, Hilda; Figueroa, Ramsés; Fons, Manuel; León, Fernando de; Magaña, Cecilia; Martín, Gabriel; Martínez, Nylsa; Medina, Rafael; Mota, Mariana; Olivares Cortés, Godofredo; Palacios, Héctor; Pando, Nydia; Posas, Abril; Torres Cuerva, Gabriela; Ulloa, Luis Martín; Vega, Rogelio; Velasco, Édgar; Villegas, Rafael; Vivero, Elizabeth (2015). Río entre las piedras: Guadalajara como espacio narrativo. Guadalajara, Jalisco: Paraíso Perdido (Cuadernos de Leyndármal). ISBN 9786078098750.

### Cuentos
- Aceves, Cástulo (2004). Puro artificio. México: Editorial Humo.
- Aceves, Cástulo (2006). Los nombres del juego. Guadalajara, Jalisco: Paraíso Perdido. ISBN 9786078098613.
- Aceves, Cástulo (2013). Las instancias del vértigo. Guadalajara, Jalisco: Consejo Estatal para la Cultura y las Artes de Jalisco (Becarios). ISBN 9786079582548.

### Novelas
- Aceves Orozco, Cástulo (2018). Novecientos noventa y nueve (Primeraición edición). Guadalajara, México: Editorial Paraíso Perdido. ISBN 978-607-8512-92-8.